# Łukasz Broź
Łukasz Broź (* 17. Dezember 1985 in Giżycko) ist ein polnischer Fußballspieler, der aktuell beim KS Kutno spielt.

## Karriere

### Verein
Łukasz Broź begann das Fußballspielen in seiner Heimatstadt bei ABC Bagbud Giżycko und spielte später auch für den Lokalrivalen Mamry Giżycko. 2005 wechselte er zum Drittligisten Kmita Zabierzów. Mit dem Verein stieg er in die 2. Liga auf und wurde 2006 vom Erstligisten Widzew Łódź verpflichtet. In seiner ersten Saison bei Widzew war er nicht immer Stammspieler. Das sollte sich dann aber ab der 2. Saison ändern. Ab der Saison 2007/08 bis zu seinem Abgang nach der Saison 2012/13 war Łukasz Broź immer Stammspieler und brachte es auf insgesamt 173 Ligaspiele und elf Tore für Widzew Łódź. Zur Saison 2013/14 wurde er vom polnischen Top-Klub KP Legia Warschau verpflichtet und ist seitdem eine wichtige Stütze des Teams auf der Außenverteidiger-Position. Am 21. August 2013 debütierte er beim UEFA Champions League Qualifikationsspiel gegen Steaua Bukarest (1:1) auch auf internationaler Ebene. 

### Nationalmannschaft
In der polnischen Nationalmannschaft debütierte er am 14. Dezember 2012 beim 4:1-Sieg gegen Mazedonien.

## Erfolge
- Polnischer Meister: 2014, 2016